# Kolding Å
Kolding Å är en cirka 9 km lång å som löper genom staden Kolding i Danmark. Ån ligger i centrala Danmark i Region Syddanmark på halvön Jylland. Den bildas genom sammanflödet av Åkær Å och Vester Nebel Å. Den löper genom Kolding Ådal, Kolding och ut i Koldingfjorden.